# Kyle Rossiter
Kyle Rossiter (* 9. Juni 1980 in Edmonton, Alberta) ist ein ehemaliger kanadischer Eishockeyspieler, der im Verlauf seiner aktiven Karriere zwischen 1996 und 2006 unter anderem 339 Spiele für diverse Teams in der American Hockey League auf der Position des Verteidigers bestritten hat. Darüber hinaus absolvierte Rossiter über drei Spielzeiten hinweg elf Spiele für die Florida Panthers und Atlanta Thrashers in der National Hockey League. Zudem verbrachte er eine Spielzeit in der finnischen SM-liiga. Mit der kanadischen U20-Nationalmannschaft gewann Rossiter bei der U20-Junioren-Weltmeisterschaft 2000 die Bronzemedaille.

## Karriere
Rossiter verbrachte seine Juniorenzeit zwischen 1996 und 2000 bei den Spokane Chiefs, das als US-amerikanisches Franchise in der kanadischen Juniorenliga Western Hockey League (WHL) beheimatet war. Zuvor hatte der Verteidiger zwei Jahre in unterklassigen Juniorenligen im Umfeld seines Geburtsortes Edmonton in der Provinz Alberta verbracht. Bei den Spokane Chiefs spielte Rossiter insgesamt vier Jahre. Nach seiner zweiten Saison, in der er sich von zwei auf 25 Scorerpunkte gesteigert und mit der Mannschaft am prestigeträchtigen Memorial Cup teilgenommen hatte, wurde er im NHL Entry Draft 1998 bereits in der zweiten Runde an 30. Stelle von den Florida Panthers aus der National Hockey League (NHL) ausgewählt. Innerhalb der WHL erhielt er zudem die Daryl K. (Doc) Seaman Trophy als der Spieler, der im Saisonverlauf am besten gute spielerische Leistungen mit schulischem oder akademischem Erfolg vereinte. In der Endauswahl zum CHL Scholastic Player of the Year innerhalb der gesamten Canadian Hockey League setzte er sich in der Folge gegen Manny Malhotra und Michel Tremblay durch, die äquivalente Auszeichnungen in der Ontario Hockey League (OHL) und Ligue de hockey junior majeur du Québec (LHJMQ) erhalten hatten. Trotz der Wahl im Draft verblieb der 18-Jährige aber noch zwei weitere Spielzeiten in der WHL und bestritt insgesamt 284 Partien, in denen er 86-mal punktete.
Zur Saison 2000/01 wechselte der Kanadier in den Profibereich, nachdem er einen Vertrag bei den Florida Panthers unterschrieben hatte. Diese setzten ihn in seiner Rookiesaison jedoch ausschließlich beim Farmteam Louisville Panthers in der American Hockey League (AHL) ein, wo er in 78 Spielen zum Einsatz kam. Durch den Wechsel des Kooperationspartners bzw. Auflösung des Franchises in Louisville ging Rossiter mit Beginn der folgenden Spielzeit für die Utah Grizzlies aufs Eis. Zum Ende der Saison 2001/02 debütierte der Abwehrspieler zudem in der NHL für die Florida Panthers. In den folgenden beiden Spieljahren war er dennoch weiterhin in der AHL aktiv, wo er mittlerweile zum Kader der San Antonio Rampage gehörte, die mit Beginn der Saison 2002/03 ebenfalls mit den Panthers kooperierten. Ebenso kam er in beiden Jahren zu weiteren Einsätzen in der NHL. Dort lief er bis zum März 2004 weitere siebenmal auf. Zur Trade Deadline 2004 verließ Rossiter nach fast vier Jahren in Folge eines Transfers die Organisation der Florida Panthers und wechselte im Tausch für den Tschechen Kamil Piroš zu den Atlanta Thrashers. Mit der Ausnahme von zwei NHL-Spielen war er dort bis zum März 2005 ausschließlich für deren Farmteam Chicago Wolves in der AHL tätig. Anschließend wurde er bis zum Saisonende an den Ligakonkurrenten Wilkes-Barre/Scranton Penguins ausgeliehen.
Im Sommer 2005 erhielt Rossiter keinen Anschlussvertrag bei den Thrashers und so wagte er den Gang ins europäische Ausland, wo er den Grußteil der Saison 200/06 bei Kalevan Pallo aus Kuopio in der finnischen SM-liiga verbrachte. In 35 Einsätzen gelangen ihm dabei bis zum Februar 2006 sieben Scorerpunkte. Danach wechselte er in die italienische Serie A1, wo er die Spielzeit bei Asiago Hockey beendete. Nach dem einjährigen Intermezzo in Europa kehrte der 26-Jährige in seine kanadische Heimat zurück und trat frühzeitig vom aktiven Sport zurück.
Rossiter ging in der Folge einer neuen beruflichen Tätigkeit nach und wurde Immobilienmakler. Mit dem Eishockey pausierte er ein Jahr und war dann bis 2017 in den Amateurligen Chinook Hockey League und North Peace Hockey League für die Stony Plain Eagles und Falher Pirates aktiv. Mit den Eagles gewann er im Jahr 2008 die Meisterschaft der Liga und spielte mit ihnen im Jahr 2012 um den Allan Cup.

### International
Mit der kanadischen U20-Nationalmannschaft nahm Rossiter an der U20-Junioren-Weltmeisterschaft 2000 in Schweden teil. Dabei blieb er in sieben Turniereinsätzen punktlos, erhielt jedoch insgesamt 20 Strafminuten. Am Turnierende gewann er mit der Mannschaft die Bronzemedaille.

## Erfolge und Auszeichnungen
- 1998 Teilnahme am CHL Top Prospects Game
- 1998 Daryl K. (Doc) Seaman Trophy
- 1998 CHL Scholastic Player of the Year

### International
- 2000 Bronzemedaille bei der U20-Junioren-Weltmeisterschaft

## Karrierestatistik

### International
Vertrat Kanada bei:
- U20-Junioren-Weltmeisterschaft 2000

(Legende zur Spielerstatistik: Sp oder GP = absolvierte Spiele; T oder G = erzielte Tore; V oder A = erzielte Assists; Pkt oder Pts = erzielte Scorerpunkte; SM oder PIM = erhaltene Strafminuten; +/− = Plus/Minus-Bilanz; PP = erzielte Überzahltore; SH = erzielte Unterzahltore; GW = erzielte Siegtore; 1 Play-downs/Relegation; Kursiv: Statistik nicht vollständig)